# Burg Nordenberg

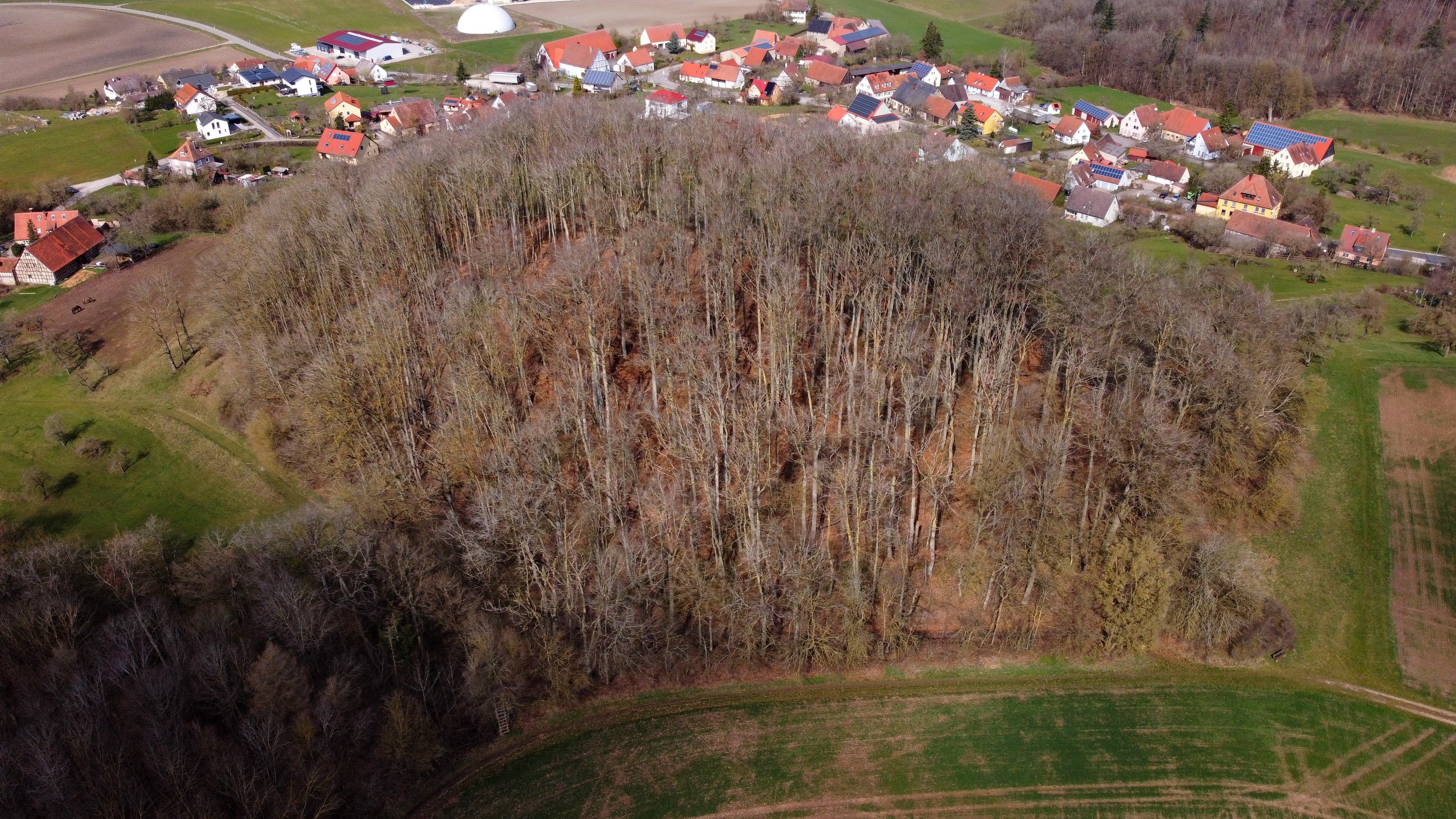
Luftbild der Burgruine Nordenberg aus südlicher Richtung.

Die Burg Nordenberg ist eine abgegangene Höhenburg auf 490 m ü. NHN bei Nordenberg, einem Gemeindeteil der Gemeinde Windelsbach im Landkreis Ansbach.
Die Burg in Franken war von der Mitte des 12. Jahrhunderts bis 1383 Sitz der Herren von Nordenberg, die als kaiserliche Reichsbeamte von Rothenburg den Titel „Reichsküchenmeister“ trugen.

## Geschichte

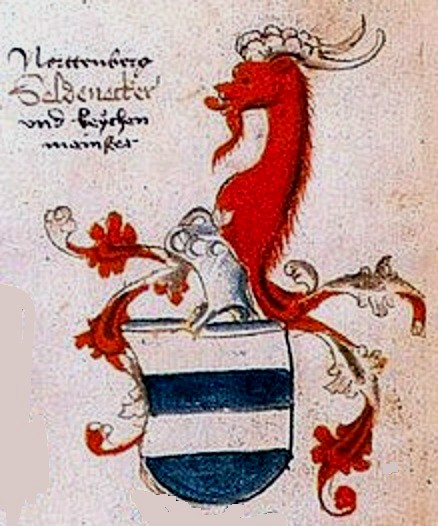
Wappen der Reichsküchenmeiser von Nordenberg

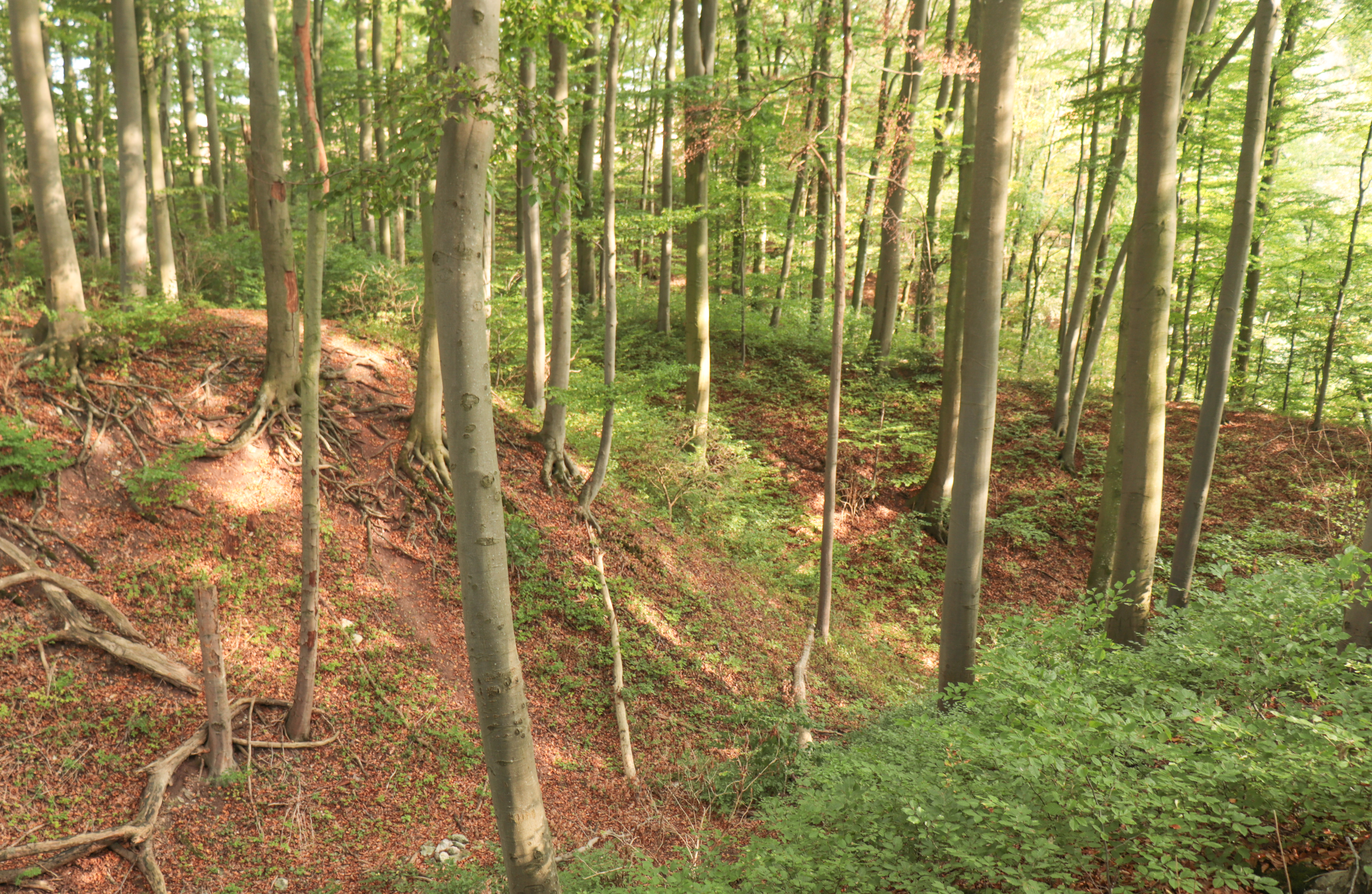
Die östliche Vorburg und der Umfassungswall der Burg

Auf Burg Nordenberg saßen mit den Reichsküchenmeistern von Nordenberg bedeutende Reichsministeriale. Der erste Angehörige des Geschlechts erscheint mit Lupold von Nordenberg im Jahr 1156. Aus dieser Zeit stammt auch die älteste, auf der Burgfläche aufgelesene Keramik. Konrad von Nordenberg beteiligte sich 1234/35 am Aufstand Heinrich VII. gegen seinen Vater Friedrich II. Nach dessen Niederschlagung gelangte Nordenberg zunächst an Graf Gottfried von Hohenlohe, der aber schon 1240 zugunsten des Reichsküchenmeisters Lupold I. verzichtete, der aus einem Geschlecht von Rothenburger Reichsministerialen stammte. Kaiser Ludwig der Bayer, mit dem sich die Nordenberger überworfen hatten, wies 1345 die Bürgerschaft der Stadt Rothenburg an, die Kaufsumme von 200 Haller zu bezahlen, da er die Burg gekauft hatte. Wie es scheint kam es aber nicht dazu. Wegen Überschuldung waren 1383 die Herren von Nordenberg aus der Lupolder Linie gezwungen, ihre Stammburg samt der umliegenden Orte an die Bürger und Räte der Reichsstadt Rothenburg für 7000 Gulden zu verkaufen. Diese veräußerte die Burg 1386 als Leibgeding an Heinrich Schenk von Leutershausen. Nachdem dieser aber 1390 auf seine Rechte an der Burg verzichtete, verwaltete die Stadt Rothenburg die Burg selbst durch Amtsleute. 1407 wurde die Burg im Konflikt über die Rothenburger Territorialpolitik von den Nürnberger Burggrafen Friedrich und Johann und dem Würzburger Bischof nach dreiwöchiger Belagerung eingenommen. Nordenberg ging danach an Burggraf Friedrich. 1408 ordnete König Ruprecht von der Pfalz die Rückgabe der Burgen an, befahl aber gleichzeitig deren Entfestigung. Diese wurde von der Stadt Rothenburg auch durchgeführt. Der Bergfried wurde dabei gesprengt, indem man ihn mit Pulver füllte und verdämmte, sodass heute seine Trümmer über das Hauptburgareal verstreut sind.

## Beschreibung
Die Burg Nordenberg liegt auf einer dem Steilabfall der Frankenhöhe westlich vorgelagerten, flachen Kuppe. Die Anlage gliedert sich in die Kernburg, einem kleinen Vorwerk im Osten und einer großen Vorburg im Süden und Westen. Ihre Gesamtausdehnung beträgt 380 × 210 m. Die Kernburg ist von der Hochfläche durch einen 15 m breiten und 3 m tiefen Halsgraben getrennt. Ein äußerer Graben von max. 24 m Breite und 7 m Tiefe mit Vorwall umschließt sie mitsamt der großen Vorburg. Das kleine Vorwerk im Osten von 75 × max. 15 m Größe ist von einem Graben mit bis zu 5 m hohen Außenwall umgeben.
Die Kernburg umfasst ein ungefähr rechteckiges Plateau von 45 × 40 m. Die Böschungen der Kuppe sind künstlich versteilt, sodass die Befestigung aus einem max. 15 m tiefen Graben mit einem bis zu 7 m hohen Außenwall besteht. Das Plateau ist durch Steinraub verwüstet. In der Nordostecke ist noch ein Teil des Bergfriedfundaments von 12 m Durchmesser bei 3,50 m Mauerstärke in situ erhalten. Aufgrund der Verwendung von Buckelquadern mit Zangenlöchern und des Gebrauchs bestimmter Steinmetzzeichen lässt der Turm sich in das 2. Drittel des 13. Jahrhunderts datieren. Trümmer des Turms liegen über die Burgfläche verstreut. Am bemerkenswertesten ist dabei die senkrechte Wandscheibe, die bei der Sprengung des Turms um 90 Grad gekippt wurde und hochkant im Erdboden stecken blieb.